# 河合洋美
河合 洋美（かわい ひろみ、1981年3月21日 - ）は、日本の女性モデル、レースクイーン。神奈川県出身。愛称はひろみん。

## 略歴
- 高校生の頃からモデル活動を開始[2]。
- 2002年から2003年まで、JGTC「ARTA GALS」として活動。
- 2004年から2005年まで、JGTC→SUPER GT「DENSOサーキットレディ」を務める。
- 2005年、期間限定の音楽ユニット「煩悩ガールズ」に参加。
- 2006年から2008年まで、相川友希と共にSUPER GT「ECLIPSEレディ」として活動。2008年のGT最終戦（富士スピードウェイ）では三木彩加がスポット参戦し、3人体制となった。
- 2009年、ECLIPSEで一緒だった相川と共にSUPER GT「M7 RE雨宮レーシング M7レディ」を務める。他のメンバーは日向碧と佐藤まいみ。

## 人物
- 趣味はおいしいもの探し、旅行。特技は英会話。
- 弟が1人いる[3]。
- 18歳の時にニュージーランドに留学した経験がある[4]。
- 森田香央里とは同じ神奈川県出身、同年齢ということもあってか仲が良い[5]。また、2003年のARTA GALSで一緒だった山川敦子[6]や、横部実佳[7]、2002年のARTA GALSや2005年のDENSOサーキットレディで一緒だった岩川亜都[8]とも仲が良い。

## 出演

### テレビ番組
- 日本有線大賞（TBS） - 第40回（2007年12月12日）[9]と第41回（2008年12月17日）[10]にアシスタントとして出演

### テレビドラマ
- ナショナル劇場 あんどーなつ 第8話（2008年8月25日、TBS） - 新山安奈 役

### イベント
- 「東京オートサロン」avexキャンペーンガール（2005年1月）
- 「CEATEC JAPAN」パイオニアブース（2010年10月、2011年10月）
- 「2010年バレーボール世界選手権」アテンド（2010年11月）[11]